# قطعنامه ۱۱۶۹ شورای امنیت
قطعنامه ۱۱۶۹ شورای امنیت سازمان ملل متحد که در تاریخ ۲۷ مه ۱۹۹۸ تصویب شد، سندی بین‌المللی دربارهٔ بررسی وضعیت خاورمیانه است. این قطعنامه طی نشست ۳۸۸۵ام با ۱۵ رای موافق، ۰ مخالف و ۰ ممتنع تصویب شد.